# 1998 SJ141
1998 SJ141 är en asteroid i huvudbältet som upptäcktes den 26 september 1998 av LINEAR i Socorro County, New Mexico.
Asteroiden har en diameter på ungefär 10 kilometer och den tillhör asteroidgruppen Eunomia.